# Kadaver
Kadaver è un film del 2020 diretto da Jarand Herdal.

## Trama
Leonor e Jacob vivono nella povertà con la figlioletta Alice in una città distrutta da un'esplosione nucleare e con il timore di una futura guerra nucleare che potrebbe peggiorare ulteriormente la loro condizione economica. Leo e Jacob hanno visto i loro sogni distrutti, ma, sebbene sappiano benissimo che non ritorneranno mai al passato, quando Leo recitava nella tragedia Macbeth, non demordono e continuano a sperare che qualcosa, nelle loro vite, cambi.
Un giorno, un uomo in strada esorta tutti i superstiti del disastro nucleare ad andare alla festa di Mathias, un uomo facoltoso e proprietario di una villa. Jacob è molto dubbioso, ma Leo vorrebbe approfittare della festa per trovare un po’ di cibo. La festa di Mathias, tuttavia, non si rivela esattamente come immaginato dalla famiglia: dopo la presentazione teatrale di Mathias, gli spettatori vengono avvisati della presenza di alcuni "attori", ovvero uomini che recitano delle parti e contraddistinti dall'assenza di una maschera, ma, pian piano, tutti gli spettatori incominciano a sparire misteriosamente, fino a quando non scompaiono anche Jacob e Alice.
Leo, rimasta da sola, scopre la verità dietro l'illusione: Mathias ha organizzato la festa per poter trucidare gli spettatori, rubargli gli averi e mangiarne la carne. A Leo viene offerta la possibilità di diventare un'attrice e avere un'altra famiglia, composta da Mathias e gli attori della villa, ma la donna si rifiuta. Salvata da Jacob a scapito della vita dell'uomo, Leo affronta Mathias di fronte a una platea di nuovi spettatori, i quali, non credendo inizialmente alle parole della donna, la seguono e, vedendo cadaveri e carne umana triturata, scappano dalla villa in preda al panico. Mathias viene ucciso dalla sua "famiglia", ovvero gli stessi attori, anche loro ignari di aver mangiato carne umana per tutto il tempo di permanenza nella villa. Leo riesce a ritrovare Alice, risparmiata da Mathias perché gli ricordava la figlia deceduta.

## Distribuzione
Il film è stato distribuito il 23 ottobre 2020 su Netflix.